# Zwart geld
Zwart geld is inkomen of vermogen dat niet wordt aangegeven, bijvoorbeeld bij de belastingdienst. Er is vaak samenhang: als inkomen niet volledig wordt opgemaakt ontstaat vermogen, en vermogen kan inkomen genereren. 
Gevolg is dat daarover geen belasting en andere heffingen worden betaald, en dat ze niet in aanmerking worden genomen bij inkomensafhankelijke regelingen en vermogenstoetsen.
Zwart geld kan worden gebruikt om anoniem aankopen en dienstverlening te betalen met contant geld. In Nederland geldt, anoniem of niet, een maximum van € 10.000 (aanhangig: € 3000).
Zwart geld kan worden gebruikt voor betalingen die voor de ontvanger inkomen of omzet zouden zijn, maar door deze ook weer verzwegen worden voor de belastingdienst, zodat het geld rondgaat in een zwart-geld circuit. 
Zwart geld kan verder nog onderverdeeld worden in "gewoon" zwart geld, dat verdiend is op een legale manier (schoonmaker, schilder, klusjesman, oppas, bouw enz.) maar niet aangegeven aan de belastingdienst, en "pikzwart" geld, dat op illegale wijze verkregen is (drugshandel, inbraak, diefstal, oplichting, overvallen enz.), en dus vanzelfsprekend ook niet aangegeven.
Om zwart geld openlijk te kunnen gebruiken, wordt het eerst witgewassen. 
Een methode die gebruikt wordt om zwart geld wit te wassen, is te gaan gokken. Met het zwarte geld wordt bijvoorbeeld voor 50.000 euro aan fiches gekocht. Aan het eind van de avond wordt er weer voor 49.000 euro aan fiches ingewisseld. Nu is het wel geregistreerd geld en dus wit. In Nederland moeten echter ook casino's ongewone en verdachte transacties melden vanwege de Wet ter voorkoming van witwassen en financieren van terrorisme (Wwft). De meeste witwaspraktijken zijn daarom veel gecompliceerder en internationaal, waarbij vele kunstgrepen worden toegepast om de illegale oorsprong van het geld te maskeren.

## Zwart werken
Zwart werken kan als onofficieel werknemer of als zelfstandige. In beide gevallen wordt geen loonbelasting/inkomstenbelasting betaald. Eventueel wordt ook gefraudeerd bij een inkomensafhankelijke regeling. In het geval van een onofficieel werknemer wordt ook sociale verzekeringspremie ontdoken. De betrokkene heeft dan in voorkomend geval geen enkel recht op een werkloosheidsuitkering of arbeidsongeschiktheidsuitkering of een uitkering op grond van de ziektewet. Wanneer hem dus een ziekte of ongeluk overkomt zal hij dus zonder inkomen zitten. Hij valt daarbij meteen terug op de Bijstandsuitkering. Ook bouwt hij geen pensioenrechten op omdat er geen pensioenpremies worden ingehouden.

## Zwartsparen
Zwartsparen is het opbouwen van vermogen zonder hier belasting over te betalen (in het verleden vermogensbelasting, nu box 3 inkomstenbelasting). Ook kan men op deze manier het vermogen later zonder successie- of giftenbelasting doorspelen naar derden. Het geld wordt meestal in het buitenland, in een land dat een strikt bankgeheim kent, op een bankrekening gezet, uiteraard zonder dit bij de belastingaangifte in eigen land aan te geven. Ook kan men in het buitenland investeringen doen of (onroerende) goederen verwerven, uiteraard ook zonder deze aan te geven. Er bestaan verschillende internationale en Europese regelingen die zwartsparen trachten tegen te gaan. Overigens kunnen er ook andere motieven zijn voor het verbergen van vermogen, bijvoorbeeld het buiten een huwelijksgemeenschap of nalatenschap willen houden of het verbergen voor een faillissement (dit laatste is overigens eveneens strafbaar).

## Affaires
Een geruchtmakende zwart-geld affaire kwam aan het licht in 1989 toen de FIOD op 23 januari een inval deed bij FC Groningen en de administratie in beslag nam. FC Groningen bleek jarenlang transfergelden zwart te hebben uitbetaald. Ook AFC Ajax was in 1988 betrokken bij een zwartgeldaffaire.